# Thomas Baechel
Der Thomas Baechel ist ein 1,6 km langer rechter Zufluss des Steinbaches im Elsass (Region Grand Est).

## Verlauf
Der Thomas Baechel entspringt auf einer Höhe von etwa 280 m in den Nordvogesen in der Forêt domaniale de Steinbach nordöstlich vom Col d’Obersteinbach. Er fließt zunächst nordostwärts am Südosthang des Wittberges durch den Obergallenwald. Bei Roethers wendet er sich nach Norden und  mündet schließlich auf einer Höhe von  232 m  westlich von Niedersteinbach in den Steinbach.